# Nocticanace
Genre
Nocticanace est un genre d'insectes diptères brachycères de la famille des Canacidae.

## Systématique
Le genre Nocticanace a été créé en 1933 par l'entomologiste américain John Russell Malloch (d) (1875-1963) avec comme espèce type Nocticanace peculiaris.

## Liste d'espèces
Selon BioLib (2 novembre 2022) :
- Nocticanace arnaudi Wirth, 1954
- Nocticanace australina Mathis, 1996
- Nocticanace pacificus Sasakawa, 1965
- Nocticanace texensis (Wheeler, 1952)
- Nocticanace wirthi Mathis, 1989

Selon NCBI (2 novembre 2022) :
- Nocticanace arnaudi Wirth, 1954
- Nocticanace peculiaris Malloch, 1933 - espèce type

## Publication originale
- (en) John R. Malloch, « Some Acalyptrate Diptera from the Marquesas Islands », Marquesan Insects, Honolulu, Bishop Museum, vol. 2,‎ 1933, p. 3-31 (lire en ligne).